# 石坝水库 (明光)
石坝水库是中国安徽省滁州市明光市境内的一座水库，位于淮河水系石坝河上，建于1972年。水库正常库容为1550万立方米，集雨面积为53平方千米，海拔为45米。